# Крюгер, Кэтлин
Кэтлин Крюгер (нем. Kathleen Krüger; род. 17 мая 1985, Эхинг, Бавария) — бывшая немецкая футболистка, игравшая на позиции полузащитницы. Крюгер является начальником мюнхенской «Баварии» и единственной женщиной, которая возглавляет в качестве менеджера мужскую команду в Бундеслиге.

## Биография

### Игровая карьера
Кэтлин Крюгер в юности занималась карате, но затем бросила его, чтобы сосредоточиться на футболе. Летом 2003 года 18-лентяя Крюгер присоединилась к «Баварии». Сезон 2003/2004 Крюгер играла в Региональной лиге за резервную команду, сыграв 15 матчей и забив 2 гола.
24 октября 2004 года дебютировала в женской Бундеслиге за «Баварию» в матче против «Вольфсбурга», выйдя на замену на 87-й минуте матча; тот матч закончился победой Баварии со счётом 4:0. Завершила игровую карьеру весной 2009 года в возрасте 24 лет, сыграв в Бундеслиге 33 матча и забив один гол.

### Административная деятельность
После завершения карьеры Крюгер начала получать образование по специальности «международный менеджмент». Затем она начала работу в женской команде «Баварии», но, отучившись один семестр, прервала учёбу и стала помощником Кристиана Нерлингера, в то время спортивного директора мюнхенской «Баварии».
В 2012 году Нерлингер покинул пост спортивного директора и Крюгер стала начальником команды, в качестве которого она отвечала за организационный процесс, касающимся игроков, тренеров и руководителей
В июне 2024 года Кэтлин была назначена на должность старшего ведущего эксперта по спортивной стратегии и развитию в отделе спорта Совета директоров.